# Апараджітхаварман
Апараджітхаварман — останній паракесарі Паллавів.

## Життєпис
Онук Нанді-вармана III. Син Сканда-варман, молодшого співправителля північчю, та Віджаї, доньки Прітхівіпаті I (молодшого співправителя Рачамалли II, володаря Гангаваді).
Наприкінці 870-х років повстав проти стрийка Нріпутунгавармана, уклавши союз з Чола. Його супротивник спирався на підтримку Пандья. 880 року переміг та вбив Варагунавармана II, правителя Пандья. За цим вигнав з держави Нріпутунгавармана.
У 885 році він передав Танджавур своєму васалу Адітьї I, раджакесарі Чола. 890 року останній повстав проти панування Паллавів. Загинув 897 року у битві проти Адітьї I. Землі Паллавів увійшли до складу імперії Чола.